# Federico Cattani Amadori
Federico Cattani Amadori, italijanski rimskokatoliški duhovnik, škof in kardinal, * 17. april 1856, Maradi, † 11. april 1943.

## Življenjepis
5. oktobra 1879 je prejel duhovniško posvečenje.
Leta 1923 je postal tajnik pri Papeški penitanciariji.
16. decembra 1935 je bil povzdignjen v kardinala in imenovan za kardinal-diakona S. Maria in Aquiro.